# Cincibilus
Cincibilus, König des Regnum Noricum, stellte 170 v. Chr. durch ein „hospitium publicum“ ein gutes Einvernehmen zwischen dem Königreich und dem römischen Reich her. Titus Livius berichtet, dass Cincibilus durch seinen Bruder als Leiter einer Gesandtschaft vor dem römischen Senat eine Beschwerde gegen den vorjährigen Konsul Gaius Cassius Longinus vorbrachte, dass dieser die Felder von mit Rom befreundeten Alpenstämmen verwüstet und Tausende als Sklaven fortgeführt habe. Daraufhin schickte der Senat zwei Gesandte und Geschenke nach Noricum, was als Zeichen der Wichtigkeit von Cincibilus für Rom gilt.
Mit dem Verlauf der frühen römischen Reichsstraße Via Julia Augusta, sie führte über den Plöckenpass nach Noricum, kann das Eingangstor in die Ostalpen und der Weg der Gesandten erkannt werden. Der prähistorische Wegeknoten im Drautal ergab in Irschen den idealen frühgeschichtlichen Siedlungsplatz und keltischen Fürstensitz. Es wird angenommen, dass es sich dabei um den Stammsitz der Ambidravi handelte und Cincibilus könnte ihr König gewesen sein.